# 佐々木道雄 (食文化研究家)
佐々木道雄（ささき みちお、1947年- ）は、日本の食文化研究家。

## 人物・来歴
岩手県盛岡市に生まれる。1970年に山形大学文理学部を卒業。会社勤務の傍ら1976年から朝鮮半島の歴史と文化について学ぶ。2000年から日本と朝鮮半島の文化交流史研究に専念する。

## 著書
- 『朝鮮の食と文化 日本・中国との比較から見えてくるもの』むくげの会<むくげ叢書>、1996年4月
- 『韓国の食文化 朝鮮半島と日本・中国の食と交流』明石書店、2002年10月
- 『焼肉の文化史』明石書店、2004年7月 
  - 『焼肉の文化史 焼肉・ホルモン・内臓食の俗説と真実』明石書店<明石選書>、2012年11月
- 『キムチの文化史 朝鮮半島のキムチ・日本のキムチ』福村出版、2009年9月
- 『焼肉の誕生』雄山閣<生活文化史選書> 、2011年3月

翻訳
- 尹瑞石『韓国食生活文化の歴史』明石書店、2005年5月